# یواس‌اس فلییر (اس‌اس-۲۵۰)
یواس‌اس فلییر (اس‌اس-۲۵۰) (به انگلیسی: USS Flier (SS-250)) یک زیردریایی است که طول آن ۳۱۱ فوت ۹ اینچ (۹۵٫۰۲ متر) می‌باشد. این زیردریایی در سال ۱۹۴۳ ساخته شد.